# Nogometni Klub Maribor
Il Nogometni Klub Maribor, spesso nota come NK Maribor o più semplicemente Maribor, è una società calcistica slovena con sede nella città di Maribor. Milita nella Prva slovenska nogometna liga, la massima serie del campionato sloveno di calcio.
Fondato il 12 dicembre 1960, il Maribor è una delle due società slovene a non essere mai state retrocesse in 2. SNL sin dalla sua istituzione nel 1991 (assieme al Celje).
La società è considerata uno dei simboli del calcio sloveno, in particolare nella regione della Stiria, nel nord-est della Slovenia. Il Maribor, uno dei fondatori della Prva liga, è la società più titolata del paese avendo vinto 16 campionati nazionali, 9 Coppe di Slovenia e 4 Supercoppe di Slovenia. Il periodo di maggior successo per la società di Maribor è stato tra gli anni novanta e l'inizio degli anni duemila, dominando il calcio sloveno e vincendo 4 coppe nazionali e 7 titoli consecutivi.
Prima dell'indipendenza della Slovenia nel 1991, il Maribor ha giocato nel campionato jugoslavo. La società è una delle tre slovene che hanno militato nella massima divisione jugoslava: nel 1967 venne promosso nel massimo campionato jugoslavo, dove rimase per cinque anni, fino al 1972.
Dopo l'indipendenza della Slovenia nel 1991 il club fu uno dei fondatori della PrvaLiga slovena, vincendo tredici campionati (1997, 1998, 1999, 2000, 2001, 2002, 2003, 2009, 2011, 2012, 2013, 2014, 2017), nove Coppe di Slovenia (1992, 1994, 1997, 1999, 2004, 2010, 2012, 2013, 2016) e quattro Supercoppe di Slovenia (2009, 2012, 2013, 2014).
È l'unica società calcistica slovena ad aver partecipato alla fase a gironi della UEFA Champions League: nell'edizione 1999-2000 sotto la guida di Bojan Prašnikar, e soprattutto nella più recente UEFA Champions League 2017-2018. È inoltre, uno dei quattro paesi dell'ex Jugoslavia ad aver partecipato alla fase a gironi della Champions League dopo lo scioglimento della Jugoslavia negli anni novanta.
La società mantiene una forte rivalità con l'Olimpija di Lubiana, con i quali disputa il Večni derbi. Altra grande rivalità e con il Mura 05 di Murska Sobota, con i quali disputa il derby del nord-est (Severovzhodni derbi). Il Maribor registra la più alta media di tifosi e appassionati di sempre in Slovenia.
Le partite casalinghe sono disputate nello stadio Ljudski vrt, che presenta una capacità di quasi 13.000 spettatori. Il settore giovanile è considerato il migliore del paese, sfornando diversi giovani promettenti. I soprannomi del Maribor si riferiscono soprattutto al colore sociale della società, il viola. Il motto della società è En klub, ena čast (Un club, un onore).

## Storia

### Dalla fondazione alla promozione in Prva Liga
Il Nogometni Klub Maribor è stato fondato il 12 dicembre del 1960. Il consiglio direttivo d'amministrazione della società ha organizzato le elezioni presidenziali e il Dr. Srečko Koren è stato nominato presidente, Andrija Pflander allenatore e Oto Blaznik capitano della società. Il 5 febbraio 1961 il Maribor gioca la sua prima partita contro i concittadini del NK Kovinar Tezno, vinta per 2-1 grazie ad una doppietta di Stefan Tolič. Anche se i colori sociali della società erano il viola e il bianco, il Maribor giocò la sua prima partita indossando casacche blu e verdi, perché le divise viola non erano disponibili in tempo per l'incontro.
La società slovena, alla sua prima stagione, vince la Slovenska republiška nogometna liga (terzo livello del calcio jugoslavo) ottenendo la promozione in 2. Savezna liga. Andrija Pflander ha condotto la società fino alla promozione ma per il play-off ha dovuto dare le dimissioni a causa di una malattia. È stato sostituito da Vladimir Šimunić, l'allenatore che porterà I Viola fino alla Prva Liga sei anni dopo. Il Maribor vince i primi due gironi di play-off e in seguito batte i croati dell'Uljanik, società con sede a Pula, con il punteggio di 2-1 assicurandosi la promozione nella seconda lega federale.
Nel 1961 il Maribor si stabilisce nella struttura Ljudski vrt. Il 2 settembre del 1961 nasce la rivalità con l'Olimpia Lubiana: la prima partita, disputatasi a Lubiana, vede l'incontro concludersi in parità sull'1-1. In seguito le sfide tra queste due società divennero note in Slovenia come Večni derbi (Derby eterno). Dopo 5 stagioni l'affluenza media degli spettatori è stata di circa 8000 tifosi, e sotto la guida di Vladimir Šimunić, la società vince la seconda lega jugoslava e viene promossa in Prva Liga, divenendo uno degli unici tre club sloveni a militare nella massima divisione jugoslava.

### Dalla Prva Liga alla seconda divisione
La partita d'esordio nella Prva Liga avvenne nel 1967 contro i macedoni del Vardar a Skopje (1-1); Maras siglò la rete del Maribor. Il 27 agosto 1967 venne giocata la prima sfida ad alto livello di fronte a 8000 spettatori contro il Proleter Zrenjanin (incontro vinto per 3-0 dal Maribor: Krajnc, Arnejčič e Binkovski furono i marcatori dell'incontro.) Nella stessa stagione il Maribor incontro l'Olimpija Ljubljana davanti a 13000 tifosi sloveni (0-0). Le partite tra i due club sloveni riempiranno gli stadi in questo periodo. La squadra ha concluso la sua prima stagione nella Prva Liga al dodicesimo posto.
Durante i cinque anni nel massimo campionato, il Maribor gioca 166 incontri vincendone 40, pareggiandone 57 e perdendone 69, con una differenza reti pari a 166 reti fatte e 270 reti subite. La posizione più elevata che il Maribor ha raggiunto in questi anni è il decimo posto nel torneo 1969-1970 in un campionato a 18 squadre. Il campionato 1971-72 fu l'ultima annata del Maribor in Prva Liga, conclusasi con l'ultimo posto in classifica a 20 punti e la conseguente retrocessione in seconda lega. Mladen Krajnc fu il miglior marcatore del Maribor in tutti e cinque i tornei di Prva Liga: realizzò 54 reti in campionato, ciò gli consentì di passare ad una delle migliori società calcistiche dell'intera Jugoslavia, la Dinamo Zagabria.
Nella stagione seguente il Maribor raggiunge la seconda posizione in seconda lega, qualificandosi per i play-off per la promozione in prima lega. Nel primo turno di qualificazione contro i montenegrino del Budućnost: gli sloveni vincono ai calci di rigore e si qualificano nella finale contro il Proleter. La partita d'andata venne giocata l'8 giugno del 1973 a Maribor: erano presenti in 20.000, 15.000 dei quali erano presenti 3 ore prima del calcio d'inizio. Il Maribor vinse l'incontro per 3-1. Nonostante ciò, la vittoria dell'andata viene annullata dal 3-0 che il Proleter confeziona nella partita di ritorno riuscendo a raggiungere la massima divisione jugoslava. Quando il punteggio era sull'1-0 il Maribor pareggio al 23' ma la rete venne annullata. In seguito grazie alla prova TV si scoprì che la sfera sorpassò la linea di porta, dunque la rete era regolare. Dopo la sfida play-off contro il Proleter il Maribor rimase per diversi anni in seconda lega. Sfiorò nuovamente la promozione nell'annata 1978-1979, quando la società concluse il campionato in seconda posizione dietro i bosniaci del Čelik Zenica.

### Scandalo di corruzione e conseguenze
Al termine della stagione 1980–1981 il Maribor stava festeggiando la salvezza acquisita con molta difficoltà, quando venne fuori lo scandalo di corruzione "Palla" (Žoga), che determinò la retrocessione a tavolino in terza serie per il Maribor, coinvolto nello scandalo. Il club aveva fondi segreti per corrompere ufficiali e avversari. Alcuni dirigenti della squadra registrarono le loro spese a fini di corruzione nel loro libro nero, che fu però in seguito confiscato dalle autorità. Il libro dimostrò che il Maribor aveva corrotto 31 persone. In seguito allo scandalo e alla conseguente retrocessione a tavolino in terza serie, il Maribor trascorse le successive stagioni tra il secondo e il terzo livello del calcio jugoslavo fino all'indipendenza della Slovenia nel 1991.
Nel 1988 il Maribor si unì all'organizzazione MŠD Branik, formando il Maribor Branik. Sebbene il club usi solo il nome Maribor nelle competizioni nazionali e internazionali, è ancora oggi ufficialmente registrato come NK Maribor Branik. Il club ha avuto sempre forti legami con il MŠD Branik come NK Branik, un'associazione calcistica che faceva parte del MŠD Branik, che si era dissolta solo due mesi prima della fondazione del Maribor; molti sostenitori del Branik, dopo la dissoluzione di tale club, iniziarono a tifare per il Maribor in quanto consideravano questo club il successore del Branik.

### In seguito dell'indipendenza
In seguito all'indipendenza della Slovenia (1991), i maggiori club della Slovenia iniziarono a competere nel neocostituito campionato sloveno di massima serie. Il Maribor fu uno dei membri fondatori del campionato, oltre a una delle uniche tre squadre, insieme a Gorica e Celje, che non sono mai state retrocesse. Nelle prime due stagioni, il campionato fu dominato dai rivali del Maribor, l'Olimpija di Lubiana, ma Maribor riuscì comunque a vincere la prima edizione della Coppa di Slovenia nel 1992. La finale fu disputata a Lubiana allo Stadio Bežigrad contro l'Olimpija, e si concluse con un pareggio a reti bianche dopo i tempi regolamentari, per cui furono necessari i tiri di rigore che premiarono il Maribor (4-3). Questa vittoria, la prima importante del Maribor, permise il club di debuttare nella stagione successiva nelle coppe europee, qualificandosi alla Coppa delle Coppe UEFA. Il Maribor debuttò nelle coppe europee il 19 agosto 1992, battendo in casa i maltesi del Ħamrun Spartans per 4-0. Ante Šimundža segnò la prima storica rete dell'incontro. Mentre l'Olimpija Ljubljana vinse i primi quattro campionati sloveni, il loro dominio incontrastato fu interrotto dal Gorica che vinse il campionato 1995-96. Nel frattempo, il Maribor si piazzò al secondo posto nei campionati 1991-92, 1992-93 e 1994-95, concludendo in terza posizione il campionato 1993-94 e in quarta posizione il campionato 1995-96. Nel 1993-94 il club vinse la sua seconda Coppa di Slovenia, sconfiggendo il Mura di Murska Sobota in finale (3–2).
La stagione 1996-97 si rivelò quella della svolta nella storia del Maribor. Il club iniziò a dominare il campionato sloveno, vincendo il suo primo titolo nazionale nella stagione 1996-97. In quella stagione i spettatori medi erano 5.289 a partita, tuttora un record nel campionato sloveno. All'ultima giornata di campionato, disputata il 1 giugno 1997, contro il Beltinci, attirò una folla di 14 000 spettatori, tuttora un record nella massima serie slovena. Nella stessa stagione il Maribor vinse anche la Coppa di Slovenia 1996-97, vincendo quindi il Double domestico (accoppiata scudetto-Coppa nazionale nella stessa stagione), un'impresa ripetuta anche nella stagione 1998-99. Dopo la vittoria del loro primo titolo nella stagione 1996-97, il Maribor andò a vincere altri sei titoli, portando il loro totale a sette titoli consecutivi nel 2003. Durante questo periodo la squadra vinse anche tre coppe di Slovenia e nella stagione 1999-2000 il club, condotto dall'allenatore Bojan Prašnikar, riuscì nell'impresa di sconfiggere i belgi del Genk (5-1, 0-3) e i francesi del Lione (1-0, 2-0) nei turni preliminari di Champions League, qualificandosi così alla fase a gironi della massima competizione europea. Il Maribor fu sorteggiato nello stesso girone di Dinamo Kiev, Bayer Leverkusen e Lazio. Fino ad oggi è uno dei cinque club (insieme a Dinamo Zagabria, Partizan, Hajduk Spalato e Stella Rossa) dell'ex Jugoslavia ad aver partecipato alla fase a gironi della UEFA Champions League dopo la disgregazione della Jugoslavia del 1991.

### Difficoltà economiche
La Coppa di Slovenia 2003–04 fu l'ultimo trofeo vinto dal club prima dell'inizio di un periodo di difficoltà economiche che colpirono il club tra il 2004 e 2008, difficoltà talmente gravi da rischiare di condurre addirittura al fallimento della squadra. Tuttavia, a differenza dei rivali dell'Olimpija Ljubljana e del Mura, riuscì a salvarsi dal fallimento e riprendersi.
A causa dei debiti enormi, che a un certo punto ammontavano a 4 milioni di euro, il club era impossibilitato ad ingaggiare nuovi giocatori. Di conseguenza, la prima squadra di quel periodo era composta per lo più da giovani mischiati con un paio di giocatori stranieri ingaggiati dal club dopo che si erano svincolati. Nell'autunno del 2006, la dirigenza del club cambiò, con i debiti ancora ammontanti a più di 3 milioni di euro, e fu solo nel gennaio 2011 che il club annunciò che tutti i debiti erano stati completamente pagati. In questo periodo, il massimo piazzamento del Maribor fu il terzo posto nel campionato sloveno, mentre fu due volte finalista nella Coppa di Slovenia, perdendo entrambe le finali. Nel 2006 fu però una delle undici vincitrici della Coppa Intertoto 2006, battendo in finale gli spagnoli del Villareal, soli due mesi dopo che quest'ultimo aveva giocato la semifinale di UEFA Champions League.

### Attualità

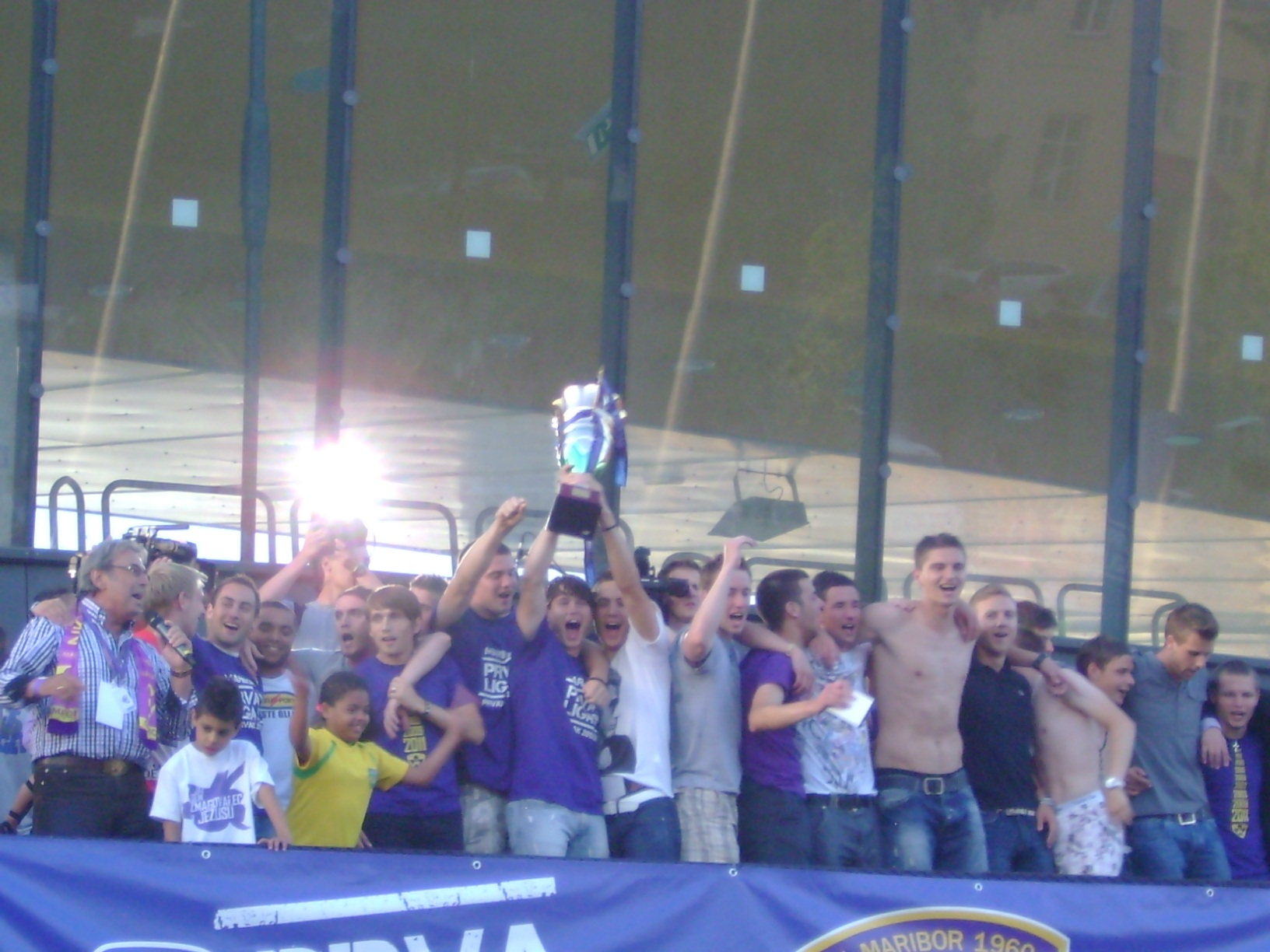
Giocatori del Maribor mentre festeggiano il nono campionato vinto dal club

Dalla stagione 2007–08 in poi, le leggende del calcio sloveno Zlatko Zahovič (direttore sportivo), e poco tempo dopo, Darko Milanič (allenatore), e Ante Šimundža (assistente allenatore), furono ingaggiati per dirigere il dipartimento sportivo del club. Il 10 maggio 2008, il club riaprì il rinnovato stadio Ljudski vrt, che aveva subito lavori di ricostruzione che durarono circa 20 mesi. La prima partita disputata nel restaurato stadio fu un incontro di campionato contro il Nafta vinto per 3–1 di fronte a 12.435 spettatori. All'inizio della stagione 2008–09, il Maribor entrò nei libri di storia per essere il primo club a conquistare 1.000 punti nella massima serie slovena, battendo per 2–1 in trasferta il Rudar Velenje il 26 luglio 2008. Nel giro di due stagioni, sotto la guida dell'allenatore Darko Milanič, il Maribor vinse Campionato, Coppa e Supercoppa di Slovenia: Darko Milanič divenne così il primo allenatore ad aver vinto tutti i tre trofei nazionali del calcio sloveno. Il 12 dicembre 2010, il club festeggiò il suo 50º anniversario. Battendo per 2–1 in trasferta il Primorje, il 21 maggio 2011, il Maribor si aggiudicò il suo nono campionato sloveno vinto. Quattro giorni dopo il clun perse per 4-3 la finale di Coppa di Slovenia disputatasi a Stožice contro il Domžale.
All'inizio della stagione 2011–12, il Maribor perse per 2-1 la finale di Supercoppa di Slovenia 2011 contro il Domžale disputata l'8 luglio 2012. Questa fu la seconda sconfitta consecutiva per il Maribor contro il Domžale in finali di coppe nazionali nel giro di cinque settimane, dopo aver perso la finale di Coppa di Slovenia nel maggio 2011. Nell'agosto 2011, il Maribor sconfisse il Glasgow Rangers qualificandosi alla fase a gironi della UEFA Europa League 2011-2012. Ottennero un punto in sei incontri, pareggiando con il Braga in casa. Nella stessa stagione, il Maribor vinse il suo 10º campionato ottenendo anche il record di punti conquistati (85). Nella stessa stagione, inoltre, vinsero la Coppa di Slovenia sconfiggendo nella finale disputatasi il 23 maggio 2012 i rivali del Celje ai tiri di rigore, aggiudicandosi la loro settima coppa nazionale. Per la terza volta nella sua storia, al Maribor riuscì il Double, cioè la vittoria nella stessa stagione di campionato e coppa nazionale.
All'inizio della stagione 2012–13, il Maribor giocò la sua quarta finale di supercoppa consecutiva. L'incontro si disputò l'8 luglio 2012 al Ljudski vrt, e fu vinto dal Maribor sconfiggendo i loro "rivali eterni" dell'Olimpija Ljubljana per 2–1, conquistando così la sua seconda Supercoppa.
Nel 2014 è stata creata anche la squadra riserve del club, che ha preso il nome di Nogometni Klub Maribor "B" e milita nella Tretja slovenska nogometna liga.
Grazie al trionfo del campionato 2016-2017, il club prende parte alla fase a gironi di UEFA Champions League 2017-2018 (unica squadra slovena ad arrivare a tale traguardo). Il girone, con Liverpool FC, Siviglia e Spartak Mosca viene concluso al quarto posto con soli 3 punti (3 pareggi: due contro i russi e l'altro all'ultima giornata contro gli spagnoli). Il campionato 2017-2018 viene concluso, invece, al secondo posto con 80 punti, così come i rivali dell'Olimpia Lubiana, che vincono lo scudetto grazie agli scontri diretti. Questo piazzamento permette al Maribor di prendere parte alle qualificazioni di UEFA Europa League 2018-2019, dove vengono eliminati dal Glasgow Rangers dopo aver battuto Partizani Tirana e Chikhura Sachkhere.

## Colori e simboli

### Colori
Nel corso della sua intera storia, il colore principale del Maribor era il viola. Quando il club fu fondato, alcuni dirigenti del nuovo club erano propensi per i colori rosso e bianco, nonostante i colori tradizionali del Branik fossero il bianco e il nero. Poiché però molte squadre jugoslave erano biancorosse o bianconere, come ad esempio l'FK Crvena Zvezda e il Partizan, i dirigenti del Maribor preferirono adottare per il nuovo club colori più originali, decidendo di seguire l'esempio della Fiorentina, all'epoca uno dei maggiori club europei, adottando quindi come colori sociali il viola e il bianco. Fu Oto Blaznik, il primo capitano della storia del club, a proporre il viola dopo aver assistito a una partita della Fiorentina. In seguito, tuttavia, il colore secondario fu mutato in giallo. Oggi il Maribor disputa gli incontri casalinghi in viola e quelli in trasferta in giallo. La squadra è soprannominata I Viola (Vijoličasti); un altro soprannome diffuso è le Violette (Vijolice), riferendosi per entrambi i soprannomi al colore principale della squadra, il viola, presente sulle maglie dei giocatori e nello stemma del club. Il manifatturiere della maglia attuale del club è l'Adidas.

### Simboli
Lo stemma del club è uno dei simboli sportivi più riconoscibili in Slovenia. È basato sull'emblema ufficiale della città di Maribor che è a sua volta basato su un sigillo del XIV secolo, seppur con alcune differenze minori. Lo stemma a forma di scudo mostra il vecchio Castello Piramida con le porte aperte che sorgeva alla sommità della Pyramid Hill prima che fu demolito alla fine del XVIII secolo. Un fiore, la violetta, fa da sfondo. A differenza dello stemma della città di Maribor, lo stemma attuale del club non rappresenta una colomba bianca rivolta verso il castello ma un atleta. Nella parte superiore dello scudo sono inscritti il nome del club e l'anno di fondazione. L'intero stemma usa solo due colori, il viola e il giallo. Le precedenti versioni dello stemma includevano anche il colore bianco, il terzo colore tradizionale del club: erano colorati di bianco il castello al centro e un pallone sulla parte superiore dello stemma.

## Strutture

### Stadio
Lo Ljudski vrt (Volksgarten, ovvero Giardino del Popolo) è l'unico stadio di Maribor sulla riva sinistra del fiume Drava. Lo stadio è un punto di riferimento naturale, culturale, architettonico e sportivo della città ed è considerato uno degli stadi più belli del mondo. Lo stadio prende il nome da un parco pubblico che si trovava in precedenza nella stessa area. Il primo campo sportivo nella zona fu costruito nel 1952, mentre la costruzione dello stadio avvenne solo nel 1961. Il club iniziò a disputare le partite casalinghe al Ljudski vrt nel 1961, quando i lavori di costruzione dell'impianto non era ancora stata portata a termine. La tribuna principale dello stadio è un arco lungo 129,8 metri e alto 18,4 m. Nel 1994 furono installate luci e lo stadio poté quindi ospitare incontri di sera. Da allora lo stadio ha subito alcuni lavori di rinnovamento, il più notevole dei quali fu la completa ristrutturazione avvenuta nel 2008. Attualmente, ha 12.994 posti a sedere.
Oltre alle partite casalinghe del Maribor, lo stadio ospita anche quelle della nazionale di calcio della Slovenia. Il record di spettatori nell'epoca in cui la Slovenia faceva parte della Jugoslavia fu di 20.000 spettatori, mentre il record per una partita di campionato sloveno è di 14.000 spettatori, risalente all'ultima giornata del campionato 1996–97. Quell'incontro detiene tuttora il record di partita con più spettatori in assoluto nel campionato sloveno.

## Palmarès

### Competizioni nazionali
- 2. Savezna liga: 1

1966-1967 (girone ovest)
- Slovenska republiška nogometna liga: 5

1960-1961, 1975-1976, 1981-1982, 1983-1984, 1985-1986
- Campionato sloveno: 16

1996-1997, 1997-1998, 1998-1999, 1999-2000, 2000-2001, 2001-2002, 2002-2003, 2008-2009, 2010-2011, 2011-2012, 2012-2013, 2013-2014, 2014-2015, 2016-2017, 2018-2019, 2021-2022
- Coppa di Slovenia: 9

1991-1992, 1993-1994, 1996-1997, 1998-1999, 2003-2004, 2009-2010, 2011-2012, 2012-2013, 2015-2016
- Supercoppa di Slovenia: 4

2009, 2012, 2013, 2014

### Altri piazzamenti
- 2. Savezna liga:

Secondo posto: 1963-1964 (girone ovest), 1972-1973 (girone ovest), 1978-1979 (girone ovest)
Terzo posto: 1962-1963 (girone ovest), 1964-1965 (girone ovest)
- Kup Maršala Tita:

Semifinalista: 1967-1968
- Campionato sloveno:

Secondo posto: 1991-1992, 1992-1993, 1994-1995, 2009-2010, 2015-2016, 2017-2018, 2019-2020, 2020-2021, 2024-2025
Terzo posto: 1993-1994, 2003-2004, 2006-2007, 2022-2023
- Coppa di Slovenia:

Finalista: 2006-2007, 2007-2008, 2010-2011, 2013-2014, 2018-2019, 2022-2023
Semifinalista: 1994-1995, 1999-2000, 2001-2002, 2004-2005, 2005-2006, 2008-2009, 2014-2015, 2016-2017
- Supercoppa di Slovenia:

Finalista: 2010, 2011, 2015

## Statistiche e record

### Statistiche di squadra

#### Coppe europee
Aggiornato al 17 Giugno 2022
| Competizioni UEFA      | Competizioni UEFA | Competizioni UEFA | Competizioni UEFA | Competizioni UEFA | Competizioni UEFA | Competizioni UEFA | Competizioni UEFA |
| Competizione           | G                 | V                 | N                 | P                 | GF                | GS                | Ultima stagione   |
| ---------------------- | ----------------- | ----------------- | ----------------- | ----------------- | ----------------- | ----------------- | ----------------- |
| UEFA Champions League  | 42                | 30                | 17                | 25                | 90                | 102               | 2022-23(in corso) |
| UEFA Europa League     | 41                | 14                | 19                | 24                | 60                | 87                | 2020–21           |
| Coppa Intertoto        | 14                | 9                 | 2                 | 3                 | 26                | 14                | 2007              |
| Coppa delle Coppe UEFA | 8                 | 3                 | 1                 | 4                 | 21                | 16                | 1994–95           |
| Totale                 | 146               | 56                | 34                | 56                | 197               | 219               |                   |

| Competizioni Non-UEFA | Competizioni Non-UEFA | Competizioni Non-UEFA | Competizioni Non-UEFA | Competizioni Non-UEFA | Competizioni Non-UEFA | Competizioni Non-UEFA | Competizioni Non-UEFA |
| Competizione          | G                     | V                     | N                     | P                     | GF                    | GS                    | Ultima stagione       |
| --------------------- | --------------------- | --------------------- | --------------------- | --------------------- | --------------------- | --------------------- | --------------------- |
| Coppa Mitropa         | 2                     | 1                     | 0                     | 1                     | 3                     | 3                     | 1971                  |
| Totale                | 2                     | 1                     | 0                     | 1                     | 3                     | 3                     |                       |

Il Maribor è considerata la più importante squadra slovena in Europa a seguito delle numerose partecipazioni alle competizioni Internazionali, e per essere stata l'unica squadra della nazione ad aver partecipato per tre volte alla fase a gironi della Uefa Champions League.

### Statistiche individuali

#### Record di presenze

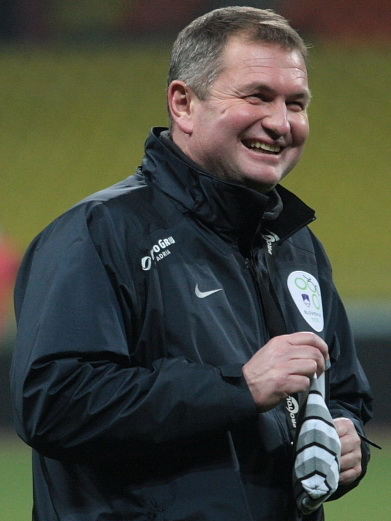
Matjaž Kek

| Nome            | Naz.                  | Ruolo | Presenze | Reti | Nota                                                           |
| --------------- | --------------------- | ----- | -------- | ---- | -------------------------------------------------------------- |
| Tomislav Prosen | Jugoslavia (bandiera) | C     | 375      | 74   | Record di presenze                                             |
| Aleš Križan     | Slovenia (bandiera)   | DF    | 363      | 7    | Maggior numero di minuti disputati con il club in 1. SNL       |
| Herbert Vabič   | Jugoslavia (bandiera) | P     | 315      | 0    |                                                                |
| Mladen Krajnc   | Jugoslavia (bandiera) | A     | 311      | 104  | Record di reti nel campionato jugoslavo                        |
| Gregor Židan    | Slovenia (bandiera)   | D/C   | 306      | 35   | Record di presenze dopo l'indipendenza della Slovenia          |
| Ante Šimundža   | Slovenia (bandiera)   | A     | 294      | 103  |                                                                |
| Milan Arnejčič  | Jugoslavia (bandiera) | A     | 281      | 73   |                                                                |
| Matjaž Kek      | Slovenia (bandiera)   | D     | 277      | 59   | Vincitore della 1. SNL come giocatore e allenatore del Maribor |
| Milan Žurman    | Jugoslavia (bandiera) | A     | 276      | 82   |                                                                |
| Branko Horjak   | Jugoslavia (bandiera) | A     | 268      | 117  | Record di reti                                                 |
| Tavares         | Brasile (bandiera)    | A     | 443      | 169  |                                                                |

#### Record di reti
| Nome            | Naz.                  | Ruolo | Presenze | Reti | Note                                              |
| --------------- | --------------------- | ----- | -------- | ---- | ------------------------------------------------- |
| Branko Horjak   | Jugoslavia (bandiera) | A     | 268      | 117  | Record di reti                                    |
| Kliton Bozgo    | Albania (bandiera)    | A     | 177      | 109  | Record di reti dopo l'indipendenza della Slovenia |
| Mladen Krajnc   | Jugoslavia (bandiera) | A     | 311      | 104  | Record di reti nella massima serie jugoslava      |
| Ante Šimundža   | Slovenia (bandiera)   | A     | 294      | 103  |                                                   |
| Igor Poznič     | Slovenia (bandiera)   | A     | 256      | 88   |                                                   |
| Milan Žurman    | Slovenia (bandiera)   | A     | 276      | 82   |                                                   |
| Marcos Tavares  | Brasile (bandiera)    | A     | 443      | 169  | Record di reti nelle coppe europee                |
| Damir Pekič     | Slovenia (bandiera)   | A     | 177      | 78   | Attivo                                            |
| Bojan Krempl    | Jugoslavia (bandiera) | C     | 220      | 74   |                                                   |
| Tomislav Prosen | Jugoslavia (bandiera) | C     | 375      | 74   | Record di presenze                                |

## Tifoseria

### Storia
Dalla loro fondazione nel 1960, il Maribor ha una tifoseria fedele e appassionata: i tifosi del Maribor sono considerati i migliori della nazione. Dopo l'indipendenza della Slovenia nel 1991, molte industrie della città furono costrette a chiudere, con la conseguenza che più del 25% della popolazione rimase disoccupata. Nonostante ciò, il club è tuttora di gran lunga il club calcistico più popolare della Slovenia, secondo per tifosi solo alla nazionale slovena. Città di Maribor e dintorni a parte, il club ha molti tifosi nelle regioni della Stiria (Štajerska) e Carinzia (Koroška), con gruppi di tifosi a Ptuj, Ljutomer, Pragersko, e Šentilj. Il club ha anche un numero significativo di tifosi residenti in Carniola Superiore settentrionale (Gorenjska), con tifosi ubicati tra Rateče e Kranj, e la Carniola Inferiore nordoccidentale (Dolenjska), nella regione tra Krško e Kočevje,, come anche nella stessa capitale, Lubiana. Il numero elevato di tifosi è dovuto all'elevato numero di studenti e lavoratori nella Slovenia orientale. Un piccolo numero di tifosi è presente anche in Ilirska Bistrica nel Littorale sloveno (Primorska). Poco tempo dopo la fondazione, il club fu etichettato come squadra dei cittadini, mentre i loro rivali cittadini del Železničar Maribor è sempre stato etichettato come il club delle classi lavoratrici (operaie). Questo perché Maribor è stata, per i tifosi, il successore del Branik, un club scioltosi nel 1960. Molti fan del Branik iniziarono a tifare per il Maribor, un club fondato solo due mesi dopo.
Dalla fondazione del campionato sloveno, 1. SNL, il Maribor detiene il maggior numero di spettatori medi stagionale in quasi tutte le stagioni fino a oggi (17 su 21), e, in totale, ha avuto più spettatori nelle partite casalinghe di quelli della seconda e terza squadra slovena più tifata messi insieme. Il maggior numero di spettatori fu raggiunto nella stagione 1996–97 con una media di 5.289 spettatori nelle partite del Maribor, tuttora un record nel calcio di club sloveno. Fino ad oggi, il Maribor è l'unica squadra slovena ad aver superato più volte quota 10.000 spettatori in partite di campionato. Il maggior numero di spettatori mai raggiunto nel campionato sloveno fu raggiunto il 1º giugno 1997, quando il Maribor giocò contro il Beltinci (14.000). Inoltre, il Maribor è l'unica squadra ad aver raccolto più di 1 milione di spettatori nelle loro partite di campionato sloveno dal 1991.

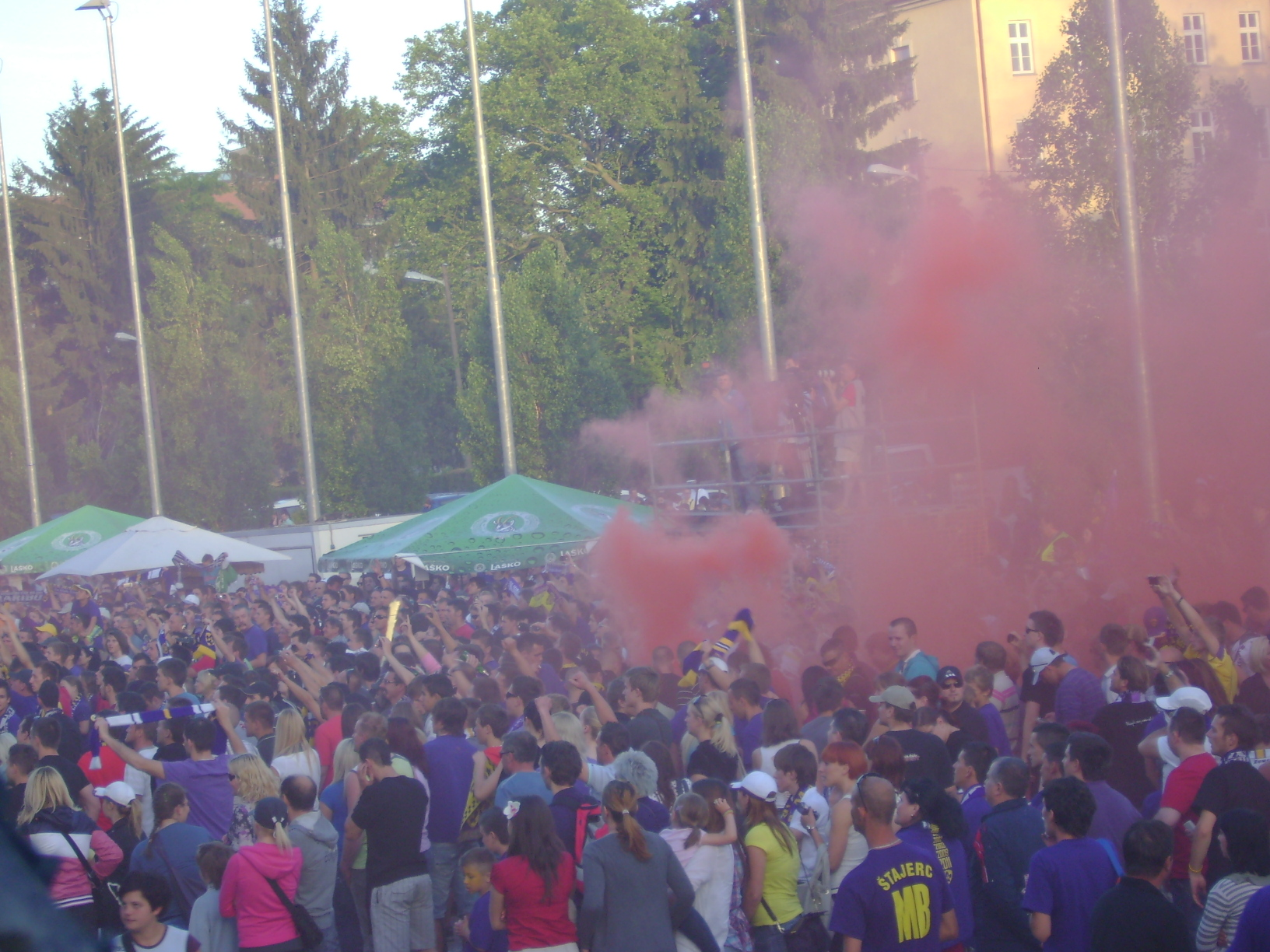
Tifosi del Maribor mentre festeggiano la vittoria del loro nono campionato

Il club ha anche un gruppo di ultras chiamato Viole Maribor fondato nel 1989 che è, per numeri e organizzazione, considerato il più grande in Slovenia. Il nucleo dei Viole consiste di circa 250 tifosi, mentre l'intero gruppo è composto da più di 500 membri ufficiali. Si trovano nella porzione meridionale dello stadio che ha una capienza di appena 2.000 spettatori. Il maggior numero di tifosi del Maribor in trasferta in competizioni slovene fu raggiunto nel 2001 quando 3.000 tifosi si riunirono a Lubiana, mentre il maggior numero di tifosi che seguirono la squadra in trasferta all'estero fu raggiunto nel 2017 durante la disputa dell'UEFA Champions League quando 3000 tifosi si radunarono a Anfield. I loro più grandi rivali sono i Green Dragons che tifano per l'Olimpija. Recentemente un altro gruppo di tifosi tifante per il Maribor è emerso: il ESS (East Side Supporters), composto per lo più di ex membri dei Viole Maribor. Essi seguono le partite casalinghe del club dalla porzione orientale dello stadio.

### Gemellaggi e rivalità

#### Derby eterno
La più grande rivalità del Maribor è con l'Olimpija, contro i quali disputano il derby eterno (Večni derbi). Il derby in origine era disputato tra Maribor e il "vecchio" Olimpija scioltosi nel 2004, ma al giorno di oggi la continuazione della rivalità è rappresentata, secondo alcuni media di Lubiana e tifosi, per lo più quelli del vecchio Olimpija, dalle partite tra Maribor e il nuovo Olimpija, fondato nel 2005 con la denominazione di NK Bežigrad. La rivalità ha origine agli inizi degli anni sessanta, quando il primo incontro tra le due squadre si disputò nel campionato jugoslavo. Le due squadre rappresentavano le due città più grandi della Slovenia, ovvero la capitale, Lubiana, e la seconda città per grandezza, Maribor; inoltre entrambe le squadre avevano il maggior numero di tifosi in tutta la nazione slovena. Tradizionalmente Lubiana rappresenta la parte occidentale dello stato, più florida, mentre Maribor è il centro della parte orientale della Slovenia, quella più arretrata. Inoltre, Lubiana fu sempre il centro culturale, economico e politico dello stato e Olimpija e i suoi sostenitori erano considerati come rappresentanti dei ceti più abbienti. Maribor, dall'altra parte, era una delle città più industrializzate della Jugoslavia, per cui la maggioranza della tifoseria proveniva dalle classi lavoratrici, il che significa che alla rivalità si aggiungeva una tensione politica, oltre che sociale e culturale. La vecchia rivalità raggiunse il suo picco nelle giornate finali del campionato 2000–01, quando si disputò uno degli incontri più celebrati nella storia del campionato sloveno, tra Olimpija e Maribor, disputatasi a Bežigrad. Entrambe le squadre erano in corsa per la vittoria del loro quinto titolo nazionale. All'Olimpija necessitava una vittoria per vincere il campionato, mentre per il Maribor era sufficiente il pareggio. In uno stadio colmo di spettatori (8.500), la partita si concluse in parità (1–1), sancendo per il Maribor la vittoria del loro quinto titolo consecutivo.
La rivalità tra le due squadre fu resa più intensa dal fatto che sia Maribor che Olimpija ebbero sempre il tifo di gruppi di Ultras chiamati rispettivamente Viole Maribor, sostenitori del Maribor, e Green Dragons, tifosi dell'Olimpija. I due gruppi sono quelli con il maggior seguito in tutta la nazione e non è infrequente che le partite tra le due squadre vengano interrotte per scontri violenti tra i due gruppi di Ultras, tra di loro, o con la polizia. È anche capitato, talvolta, che prima o dopo le partite, i tifosi delle due squadre si siano scontrati violentemente per le strade. Poiché il nuovo Olimpija è sostenuto da molti dei tifosi del vecchio Olimpija, per molti le partite tra il Maribor e il nuovo club sono la prosecuzione della rivalità tra Maribor e il vecchio Olimpija e si riferiscono al nuovo derby tra le due squadre con lo stesso nome di quello vecchio. Tuttavia, diversi tifosi, sia del Maribor che quelli di Lubiana, che non sono d'accordo sul considerare il nuovo derby una prosecuzione di quello vecchio, e anche parte dei media come RTV Slovenija e Večer non sono d'accordo sulla continuità tra i due derby. Le statistiche del vecchio e del nuovo Olimpija sono tenute separate dalla Federcalcio slovena e dalla Lega calcio slovena. Il primo incontro tra Maribor e il nuovo ebbe luogo il 24 ottobre 2007 ai quarti di finale della Coppa di Slovenia e fu vinto dal Maribor per 3–1. All'epoca l'Olimpija si chiamava ancora Olimpija Bežigrad. Statisticamente, negli incontri con i due Olimpjia, il Maribor è il club con maggiori successi sia nelle partite tra il 1962 e 2005, sia in quelli dal 2005 in poi, sia in assoluto.

#### Derby nordorientale

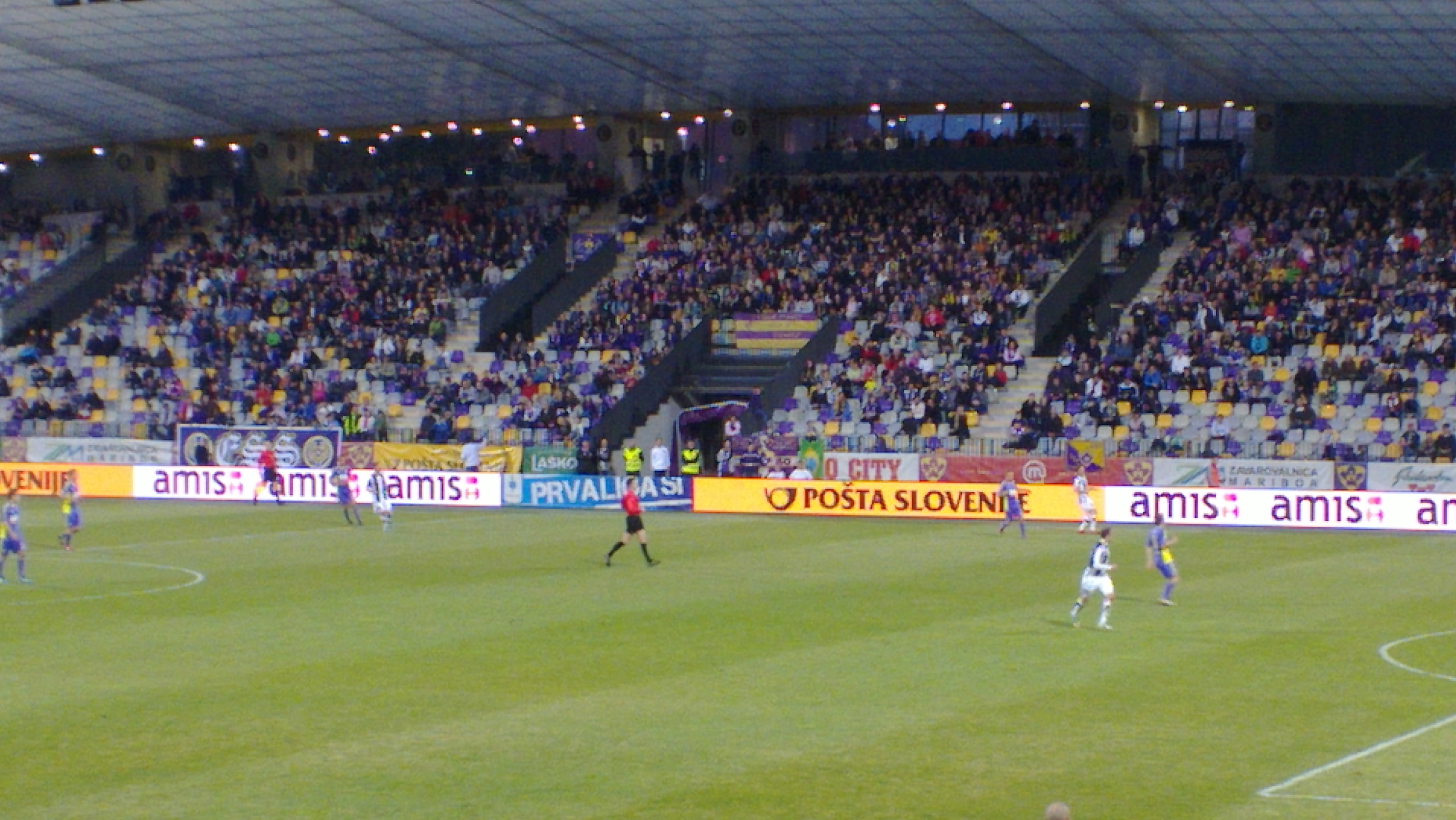
Maribor contro il Mura 05

L'altra grande rivalità del club è contro il Mura di Murska Sobota. In modo similare all'Olimpija, anche il Mura fallì nel 2004 e oggi la rivalità si perpetua negli incontri tra il Maribor e il Mura 05, fondato nel 2005, che si considerano la continuazione del club fallito nel 2004. Gli incontri tra i due club vennero disputati per la prima volta nel 1967 ai tempi della Jugoslavia. Sebbene il primo incontro fu disputato nei tardi anni sessanta, fu solo a partire dall'indipendenza della Slovenia nel 1991 che la maggioranza degli incontri vennero disputati. Prima della fondazione della 1. SNL nel 1991 entrambe le squadre hanno giocato insieme in massima serie e la rivalità divenne apparente solo dopo l'indipendenza della Slovenia, quando entrambe le squadre erano tra le maggiori squadre del neocostituito campionato nazionale. Il Mura proviene dalla piccola città rurale di Murska Sobota nella Slovenia orientale che è il centro della regione più arretrata della nazione, Prekmurje. Prekmurje fu, per circa un millennio, parte del Regno di Ungheria, a differenza di altre terre slovene. Mantiene quindi certe caratteristiche linguistiche, culturali e religiose che la differenziano da altre regioni slovene. Il fiume Mura, che separa la regione di Maribor da quella di Mura, quindi non è una barriera solo naturale, ma anche politica. Durante gli anni 1990s e inizio 2000 i due club erano tra i club più vittoriosi e popolari della Slovenia orientale. La rivalità raggiunse il suo picco nella stagione 2003–04 quando il Mura ospitò il Maribor capolista nell'ultima giornata di campionato, battendolo per 2–1 e impedendogli di vincere il titolo (il Maribor fu scavalcato da due squadre e chiuse terzo).
Il Mura ha anche un gruppo di ultras, i Black Gringos. Statisticamente, entrambe le squadre sono tra le squadre più tifate della Slovenia. Il fatto che il Prekmurje è una delle regioni più piccole e meno popolate della Slovenia ha fatto etichettare i fan del Mura come uno dei più fedeli alla squadra nella nazione. Persino quando militava nelle serie minori del calcio sloveno, il Mura 05 aveva una media spettatori persino superiore a quella della maggior parte delle squadre di massima serie. Statisticamente, il Maribor è il club con maggiori successi nei derby con il Mura, considerando sia il periodo 1967-2005, che l'intero periodo dal 1967 a oggi.

## Organico

### Rosa 2025-2026
Aggiornata al 20 luglio 2025.
| N. |                        | Ruolo | Calciatore             |
| -- | ---------------------- | ----- | ---------------------- |
| 1  | Slovenia (bandiera)    | P     | Ažbe Jug               |
| 2  | Algeria (bandiera)     | A     | El Arbi Hillel Soudani |
| 3  | Austria (bandiera)     | D     | Čedomir Bumbić         |
| 5  | Lituania (bandiera)    | D     | Pijus Širvys           |
| 6  | Francia (bandiera)     | D     | Bradley M'Bondo        |
| 7  | Ungheria (bandiera)    | A     | György Komáromi        |
| 8  | Ghana (bandiera)       | C     | Eric Taylor            |
| 11 | Irlanda (bandiera)     | A     | Ali Reghba             |
| 12 | Slovenia (bandiera)    | D     | Gregor Sikošek         |
| 15 | Slovenia (bandiera)    | C     | Jan Repas              |
| 16 | Slovenia (bandiera)    | A     | Niko Grlić             |
| 17 | Inghilterra (bandiera) | C     | Sheyi Ojo              |
| 20 | Slovenia (bandiera)    | C     | Žiga Repas             |
| 21 | Polonia (bandiera)     | C     | Karol Borys            |
| 23 | Slovenia (bandiera)    | C     | Nejc Viher             |
| 25 | Slovenia (bandiera)    | C     | Nik Belović            |

| N. |                     | Ruolo | Calciatore       |
| -- | ------------------- | ----- | ---------------- |
| 30 | Ghana (bandiera)    | A     | Benjamin Tetteh  |
| 32 | Slovenia (bandiera) | D     | Luka Krajnc      |
| 34 | Slovenia (bandiera) | D     | Anej Lorbek      |
| 41 | Francia (bandiera)  | C     | Mohamed Bamba    |
| 43 | Slovenia (bandiera) | P     | Tanej Handanović |
| 44 | Tunisia (bandiera)  | D     | Omar Rekik       |
| 50 | Slovenia (bandiera) | D     | Lan Vidmar       |
| 55 | Slovenia (bandiera) | D     | Mark Španring    |
| 70 | Francia (bandiera)  | A     | Isaac Tshipamba  |
| 77 | Slovenia (bandiera) | P     | Tilen Golič      |
| 81 | Slovenia (bandiera) | P     | Nejc Antonič     |
| 97 | Slovenia (bandiera) | A     | Tine Čuk         |
| 99 | Gabon (bandiera)    | A     | Orphé Mbina      |
|    | Slovenia (bandiera) | D     | Luka Guček       |
|    | Iraq (bandiera)     | D     | Adam Rasheed     |